# Warschauer Robinsons

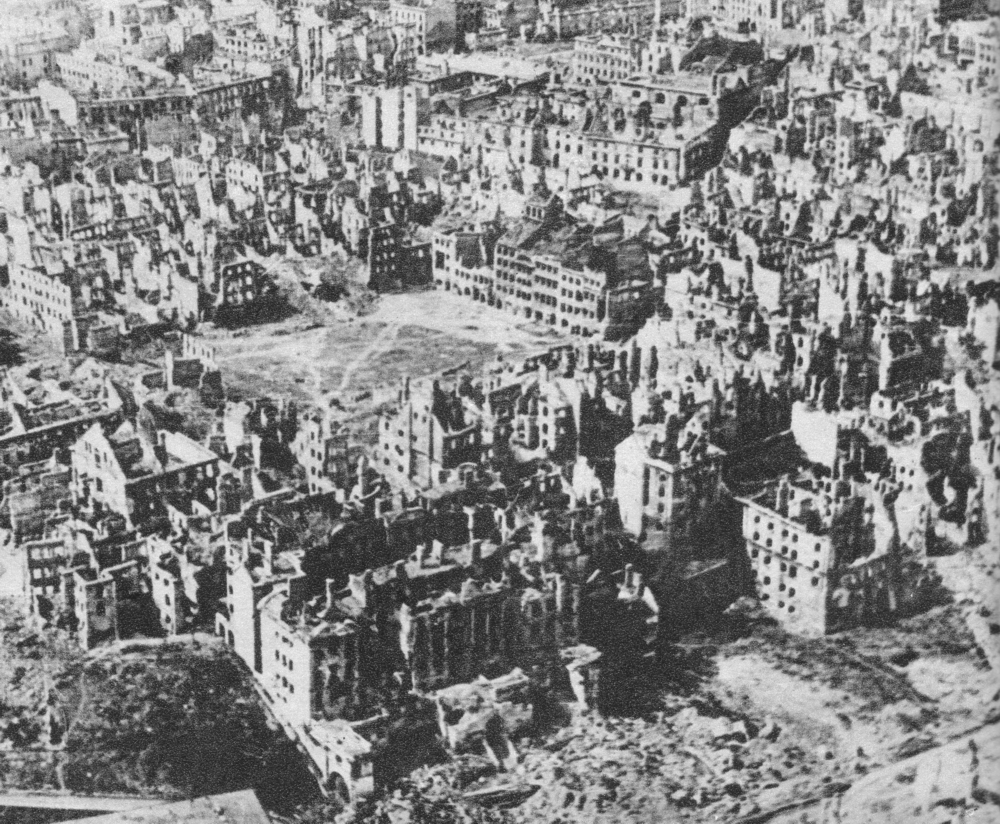
Ruinen von Warschau im Januar 1945.

Die Warschauer Robinsons (polnisch Robinsonowie warszawscy) war der Spitzname für Personen, die nach der Kapitulation des Warschauer Aufstandes (1. August – 3. Oktober 1944) in der Hauptstadt bleiben wollten und sich vor den Deutschen in den Ruinen versteckten. Nicht selten blieben sie bis zum Einmarsch der Truppen der Roten Armee und der Polnischen Volksarmee am 17. Januar 1945 in Folge der „Warschauer Operation“ in Warschau. Der berühmteste unter den „Robinsons“ war Władysław Szpilman, dessen Geschichte Thema der Filme Der Warschauer Robinson (1950) und Der Pianist (2002) war.
Die Schätzungen über die Zahl der Versteckten schwanken zwischen einigen Hundert und etwa zweitausend. Obwohl die Mehrheit der Robinsons während des Krieges umkam, stammen die meisten Informationen über ihre Umstände von Überlebenden. Die größte Gruppe der Versteckten bestand aus etwa 36 Personen, die von zwei Ärzten geleitet wurden. Zu den Robinsons gehörte auch eine Gruppe von Kämpfern der Jüdischen Kampforganisation (polnisch: Żydowska Organizacja Bojowa, ŻOB) aus dem Warschauer Ghetto, denen es Mitte November gelang, die zerstörte Stadt zu verlassen.
Die Bezeichnungen „Robinson Crusoes“ oder „Robinsons“ für diese Untergetauchten kamen fast sofort auf und wurden in vielen zeitgenössischen und späteren Werken populär gemacht, darunter Memoiren, Zeitungsberichte und Filme sowohl von Schriftstellern als auch von den „Robinsons“ selbst.

## Ursprung
Der Begriff „Warschauer Robinson“ erscheint zum ersten Mal vor dem Zweiten Weltkrieg in einem Science-Fiction-Roman von Antoni Słonimski „Dwa końce świata“ (deutsch: „Zweimal Weltuntergang“) von 1937.
Der Roman erzählt die Geschichte der gesamten Menschheit, die durch die von Hans Retlich ausgestrahlten „blauen Strahlen des Todes“ zerstört wurde. Hans Retlich ist ein Verrückter, der das politische Programm Adolf Hitlers für zu wenig radikal hält („Retlich“ ist ein ungenaues Anagramm des Namens Hitler). Zufällig überlebt den Angriff von Retlich in Warschau ein Buchhändler, Henryk Szwalba. Im Titel des vierten Kapitels nennt ihn der Autor „Warschauer Robinson“, und die Handlung des Romans bezieht sich mehrmals auf den Roman „Robinson Crusoe“ von Daniel Defoe. Zum Beispiel findet Szwalba im verlassenen Warschau seinen „Freitag“, einen Mann namens Chomiak, der Alkoholiker ist und im stilisierten Warschauer Dialekt spricht, im sog. „wiech“ (auf Polnisch).

## Hintergrund
Der Warschauer Aufstand, der am 1. August 1944 begann, war ein Versuch der Polnischen Heimatarmee (pol. Armia Krajowa, kurz AK), die Hauptstadt Polens von der Nazi-Besatzung zu befreien, um dem Anrücken der sowjetischen Streitkräfte vorzubeugen. Die Aufständischen hofften auf sowjetische und alliierte Unterstützung, doch Anfang August stoppte Josef Stalin die Rote Armee am rechten Weichselufer und verweigerte britischen und amerikanischen Flugzeugen, die Hilfsgüter für die Aufständischen brachten, die Landerechte auf sowjetisch kontrolliertem Gebiet. Obwohl die Sowjets im September den Vorort Praga einnahmen und einige begrenzte Landungen alliierter Flugzeuge zuließen, wurde der Aufstand immer isolierter und auf ein immer kleiner werdendes Gebiet innerhalb der Stadt zurückgedrängt. Anfang September war der Aufstand ohne sowjetische Hilfe zum Scheitern verurteilt. Während die Kapitulationsverhandlungen bereits im Gange waren, nahmen die Deutschen am 30. September den Vorort Żoliborz ein. Das endgültige Kapitulationsabkommen wurde am 2. Oktober vom Kommandeur der Warschauer Heimatarmee, Tadeusz Bór-Komorowski, und dem für die Niederschlagung des Aufstands verantwortlichen deutschen General Erich von dem Bach geschlossen.

## „Evakuierung“ von Warschau
Aufgrund des am 2. Oktober 1944 unterzeichneten „Abkommens über die Einstellung der Kriegshandlungen in Warschau“ sollten alle in Warschau verbliebenen Zivilisten zusammen mit den kapitulierenden Einheiten der polnischen Heimatarmee die Stadt verlassen. Die Bestimmungen des Kapitulationsabkommens sahen vor, dass den Soldaten der Heimatarmee der volle Kombattantenstatus zuerkannt und sie wie Kriegsgefangene behandelt werden sollten. Die Zivilbevölkerung Warschaus sollte die Stadt evakuieren, in Auffanglager gebracht und dann freigelassen werden. Ab dem Tag der Kapitulation hatten alle Zivilisten und Soldaten drei Tage Zeit, die Hauptstadt zu verlassen. Die meisten überlebenden Bewohner verließen die Hauptstadt in den ersten zehn Tagen des Oktobers. Nach einem kurzen Aufenthalt im Durchgangslager in Pruszków wurden die meisten von ihnen zur Zwangsarbeit nach Deutschland geschickt oder in die westlichen Bezirke des Generalgouvernements vertrieben.
Ein weiterer Teil des Abkommens, Punkt 10, besagte, dass das deutsche Kommando für die Erhaltung des verbleibenden öffentlichen und privaten Eigentums sowie für die Evakuierung oder den Schutz von Objekten und Gebäuden von „künstlerischem, kulturellem oder sakralem Wert“ sorgen würde. Doch bald nach Ende der Kämpfe befahl Heinrich Himmler, Reichsführer der SS, auf einer Konferenz am 9. Oktober 1944 die völlige Zerstörung der Stadt. Himmler erklärte: „Die Stadt muss vollständig von der Erdoberfläche verschwinden und nur noch als Transportstation für die Wehrmacht dienen. Kein Stein darf auf dem Boden bleiben. Jedes Gebäude muss bis auf die Grundmauern dem Erdboden gleichgemacht werden.“ Mit der Zerstörung wurde SS-Brigadeführer Paul Otto Geibel beauftragt. Anschließend wurden die Gebäude der Stadt systematisch, eins nach dem anderen, in Ruinen verwandelt.
Am 24. Oktober 1944 endete die Evakuierung von Verletzten und Kranken aus den aufständischen Krankenhäusern. Am selben Tag wurden die bis dahin in Warschau verbliebenen Haupt- und Bezirksverwaltung des Polnischen Roten Kreuzes nach Radom evakuiert. Am 25. Oktober trat ein Beschluss in Kraft, der den Zivilisten in Warschau zu bleiben verbot. Ab dieser Zeit war Warschau eine militärische Zone (Festung Warschau). Gleichzeitig begannen die deutschen Einheiten, die polnische Hauptstadt systematisch zu plündern und zu zerstören.

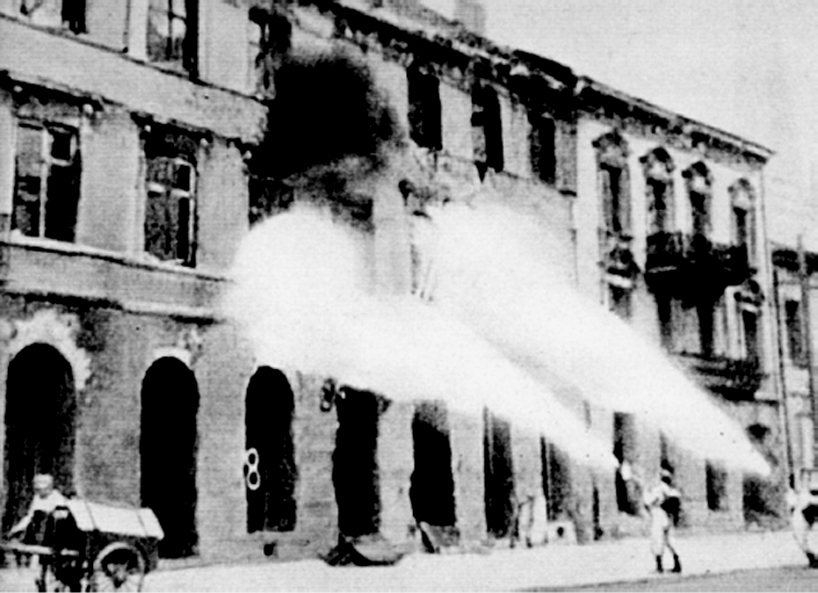
Spezielle deutsche Einheiten brannten systematisch die Gebäude Warschaus nieder, die bei den Kämpfen nicht zerstört worden waren (1944).

In der verlassenen und zerstörten Stadt versteckten sich immer noch Menschen, die Warschau nicht verlassen wollten. Diese Menschen wurden „Warschauer Robinsons“ genannt (in Bezug auf den Roman von Antoni Słonimski und den berühmten „Robinson Crusoe“ von Daniel Defoe). Heute ist es schwierig, die genaue Anzahl der Personen zu bestimmen. Laut Jadwiga Marczak gab es etwa 400 von ihnen, während Stanisław Kopf ihre Anzahl um 1000 schätzte. Zu den „Robinsons“ gehörten sowohl Männer als auch Frauen. Es gab auch ältere Menschen, hingegen wurden keine Informationen gefunden, die darauf hindeuteten, dass sich in den Ruinen auch Kinder versteckten (Jugendliche nicht mitgerechnet).
Es gab verschiedene Gründe, warum „Robinsons“ in Warschau bleiben wollten. Unter anderem gab es Personen, die die Massenhinrichtungen, die in den ersten Wochen des Aufstandes von Soldaten unter der Anführung von Reinefarth und Dirlewanger durchgeführt wurden, überlebten und sich später in den Ruinen versteckten. Diese Menschen blieben von der Welt abgeschnitten und wussten oft lange nicht, dass der Aufstand vorbei war. In Warschau blieb auch eine relativ große Gruppe von Menschen jüdischer Herkunft und einige Aufständische, die den deutschen Zusicherungen über die Behandlung der Gefangenen gemäß der Haager Konvention nicht glaubten. Einige Kranke und Alte blieben ebenfalls in der Stadt, weil sie keine Kraft und Mut hatten, um sich auf die Wanderung einzulassen. Darüber hinaus versteckten sich in den Ruinen auch Menschen, die gegen die Deutschen weiterkämpfen wollten. Für jüngere „Robinsons“ konnte auch ein Gefühl des Abenteuers eine Rolle spielen.
Die „Robinsons“ versteckten sich meistens in Kellern oder Dachböden der verlassenen Gebäude. Gewöhnlich versuchten sie, sich in den am meisten zerstörten Gebäuden zu verstecken, denen keine Brandlegung oder Sprengung von deutschen Kräften drohte. Die Keller dieser Gebäude wurden in echte, versteckte Bunker mit Luftzufuhr und einigen Eingängen umgebaut. Manchmal wurde ein Durchgang in Nachbarkeller geschaffen und so die unterirdische Kommunikation sichergestellt. In den Ruinen versteckten sich sowohl einzelne Personen als auch Gruppen. Die größte Gruppe von 37 Flüchtlingen versteckte sich im Keller des Hauses in der Sienna-Straße. Die „Robinsons“ fanden sich in allen Bezirken Warschaus, obwohl sie sich meistens in Śródmieście, dann in Żoliborz und Ochota versteckten.

## Ursprünge und Verwendung des Begriffs
Ungefähr zwei Wochen nach dem Ende des Warschauer Aufstands, am 17. Oktober 1944, erließ der Befehlshaber der in Warschau stationierten deutschen 9. Armee, Smilo von Lüttwitz, einen Befehl, in dem er seine Soldaten darüber informierte, dass sich in den Ruinen Warschaus noch immer eine große Zahl „heimtückischer Polen“ versteckt hielt. Laut Smilo stellten sie „eine Bedrohung für die deutschen Streitkräfte dar“. Von Lüttwitz befahl eine groß angelegte łapanka (Polizeiaktion/Razzia), um die Stadt von ihnen zu „säubern“. Der Befehl sah auch die sofortige Hinrichtung aller in den Ruinen versteckten Personen vor. In einigen seltenen Fällen wurden die gefundenen Personen in ein speziell errichtetes Konzentrationslager gesteckt und als Zwangsarbeiter eingesetzt, während die deutsche Armee die Überreste der Stadt plünderte.
Das Phänomen der Verstecke wurde bald nach der Einnahme Warschaus durch die Rote Armee bemerkt. Am 26. Januar 1945 berichtete ein Bulletin der Żydowska Agencja Prasowa (Jüdische Nachrichtenagentur), dass 48 Personen aus ihren Verstecken gekommen seien, und bezeichnete sie als jaskiniowcy oder „Höhlenmenschen“. Der Begriff „Robinsons“ wurde bald allgemein üblich, eine Anspielung auf den fiktiven Schiffbrüchigen Robinson Crusoe im Roman von Daniel Defoe. Der sowjetische Schriftsteller und Journalist Wassili Grossman beschrieb, wie er beim Betreten der zerstörten Stadt vier jüdische und sechs nichtjüdische Polen vorgefunden habe, die gerade ihre Verstecke verlassen hatten.

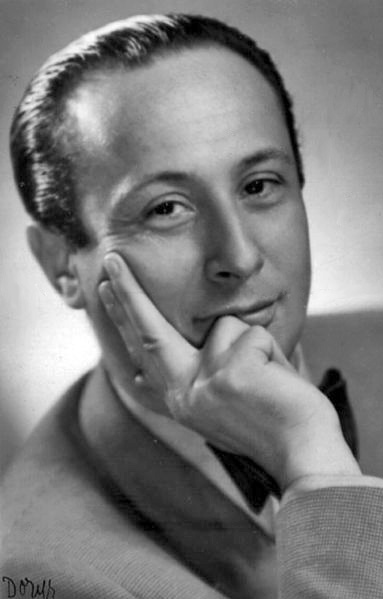
Władysław Szpilman, der berühmteste der Robinsons und Thema des Films „ Der Pianist“ aus dem Jahr 2002.

Der Begriff und die Analogie zum Schiffbrüchigen wurden von Robinsons und anderen Autoren oft in ihren eigenen Memoiren verwendet. Dawid Fogelman war im Konzentrationslager Gęsiówka inhaftiert. Nachdem das Lager von der polnischen Heimatarmee befreit worden war, schloss er sich deren Reihen an und kämpfte im Aufstand. Am Ende der Kämpfe wurde Fogelman ein Robinson und versteckte sich in einem Bunker in der Szczęśliwa-Straße, wo er begann, Tagebuch zu schreiben. Er schrieb: „Wir lebten wie Robinson Crusoe, mit dem einzigen Unterschied, dass er frei war und sich frei bewegen konnte, während wir im Verborgenen lebten.“ Obwohl Fogelmans Tagebuch erhalten geblieben ist, ist sein endgültiges Schicksal unbekannt.
Auch Władysław Szpilman verglich sich in seinen Memoiren mit Crusoe und betonte wie Fogelman die Isolation und Hoffnungslosigkeit, die die Warschauer Crusoes kennzeichneten.
Wacław Gluth-Nowowiejski, ein Angehöriger der Polnischen Heimatarmee, der während des Aufstands verwundet wurde und dem Massaker von Wola der Wehrmacht an Zivilisten und verwundeten Soldaten nur knapp entkommen konnte, versteckte sich von Mitte September bis Mitte November im Keller eines zerstörten Hauses. Gluth-Nowowiejski schrieb nach dem Krieg mehrere Bücher über seine Erlebnisse, darunter Rzeczpospolita Gruzów („Die Republik der Ruinen“) und Stolica jaskiń: z pamięci warszawskiego Robinsona („Die Hauptstadt der Höhlen: Erinnerungen eines Warschauer Robinson“).
Major Danuta Ślązak von der Heimatarmee versteckte sich mit einer Gruppe verwundeter Patienten, die sie aus einem Krankenhaus gerettet hatte, das in den letzten Tagen des Aufstands von den Deutschen in Brand gesteckt worden war. Nach dem Krieg schrieb sie ein Buch über ihre Erlebnisse, Byłam Warszawskim Robinsonem (Ich war ein Warschauer Robinson). Ein Teil ihrer Gruppe verließ das Versteck, nachdem deutsche Truppen sie zur Kapitulation aufgefordert hatten, und wurde sofort hingerichtet. Der Rest blieb versteckt und entging der Entdeckung. Schließlich nutzten sie die Leichen ihrer ermordeten Kameraden, um den Eingang zu ihrem Versteck zu verschleiern.
Der Name „Robinsons“ wurde auch zur Bezeichnung der Juden verwendet, die sich nach dem Aufstand im Warschauer Ghetto in den Ruinen des Warschauer Ghettos versteckten. Uri Orlevs (Jerzy Orlowski) Kinderbuch Die Insel in der Vogelstraße (1981), das 1997 verfilmt wurde, erzählt die Geschichte eines 11-jährigen Jungen, der sich in den Ruinen des Ghettos versteckt. Orlev zieht in diesem Werk auch Analogien zu Robinson Crusoe; tatsächlich ist eines der wenigen Dinge, die Alex, der Protagonist der Geschichte, besitzt, ein Exemplar von Defoes Roman.
Zu den weiteren Memoiren der Robinsons gehören Bunkier (Der Bunker) von Chaim Goldstein, Byłem ochroniarzem Karskiego (Karskis Leibwächter) von Dawid Landa, Ukrywałem się w Warszawie: styczeń 1943 – styczeń 1945 (Ich versteckte mich in Warschau: Januar 1943 – Januar 1945) von Stefan Chaskielewicz, Moje szczęśliwe życie (Mein glückliches Leben) von Szymon Rogoźinski und Aniołowie bez skrzydeł (Engel ohne Flügel) von Czesława Fater. Zahlreiche weitere Zeugnisse und Erinnerungen finden sich in den Archiven des Emmanuel Ringelblum Żydowski Instytut Historyczny (Jüdisches Historisches Institut) in Warschau und Yad Vashem in Jerusalem.

## Gründe für den Aufenthalt
Das Kapitulationsabkommen zwischen der Heimatarmee und den deutschen Streitkräften sah vor, dass Aufständische wie reguläre Kriegsgefangene behandelt werden sollten. Die Zivilisten der Stadt sollten in Durchgangslager gebracht und anschließend freigelassen werden.
Obwohl das Abkommen keine unterschiedliche Behandlung für ethnisch jüdische Polen vorsah, befürchteten viele Juden, dass das Abkommen in ihrem Fall nicht eingehalten würde. Tatsächlich führten die Nazis im Internierungslager Pruszków eine „medizinische Untersuchung“ durch, um Juden unter den Warschauer Flüchtlingen „herauszufiltern“. Infolgedessen beschloss eine große Zahl der Juden, die sich zum Zeitpunkt des Aufstands noch in Warschau befanden, im Untergrund zu bleiben, anstatt sich den nichtjüdischen Zivilisten anzuschließen, die die Stadt verließen. Memoiren aus dieser Zeit zufolge fiel die Wahl oft darauf, ob eine bestimmte Person „arisch aussah“ und als nichtjüdischer Pole durchgehen konnte.
Auch eine beträchtliche Zahl nichtjüdischer Polen traute den Deutschen nicht und beschloss, die Stadt nicht zu verlassen. Viele verwundete Soldaten der Heimatarmee strandeten während des Aufstands und konnten einfach nicht rechtzeitig evakuiert werden. Andere entschieden sich zu bleiben aufgrund von Gefühlen der Verzweiflung und Hoffnungslosigkeit, die das Scheitern des Aufstands mit sich brachte; zumindest anfangs fehlte ihnen einfach die Motivation, die Stadt zu verlassen.

## Anzahl und Demografie
Zwischen dem Ende des Aufstands im Warschauer Ghetto (Mai 1943) und Anfang 1944 versteckten sich zwischen 10.000 und 20.000 Juden in den Ruinen des Ghettos. Die Zahl der Robinsons nach dem Warschauer Aufstand wird auf mehrere Hundert bis zweitausend geschätzt, die über alle Vororte Warschaus verstreut waren. Eine andere Quelle gibt die Zahl mit 400 bis 1.000 an. Die meisten der Versteckten waren Juden, darunter einige, die sich seit dem Ende des Ghettoaufstands versteckt gehalten hatten, obwohl eine beträchtliche Zahl nichtjüdische Polen waren. Anders als Szpilman, dessen Fall nicht repräsentativ ist, blieben die meisten der Versteckten in mittelgroßen bis großen Gruppen, oft gemischter ethnischer Herkunft. Die Mehrheit der Robinsons waren Männer.

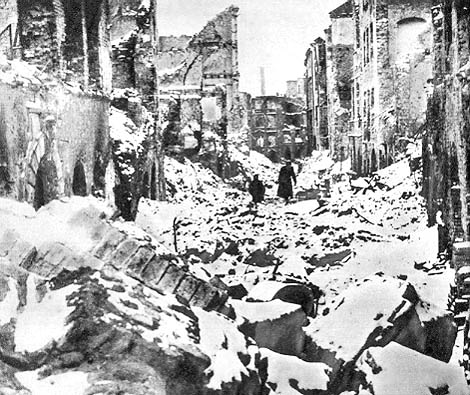
Ruinen von Warschau, Piwna-Straße. Dreieinhalb Monate lang lebten die Robinsons in Kellern und Bunkern unter den Trümmern.

Viele der Verstecke und provisorischen Bunker wurden im Voraus von denjenigen vorbereitet, die das Ende des Aufstands erwarteten. Daher folgte die Abfolge, in der Menschen zu Robinsons wurden, eng den militärischen Entwicklungen des Aufstands. Die ersten Gruppen versteckten sich während des Massakers in Wola und in Starówka (Warschauer Altstadt), während in anderen Teilen der Stadt noch Kämpfe stattfanden. Die Mehrheit der Robinsons versteckte sich, als deutsche Truppen die Bezirke Żoliborz und Śródmieście (Warschauer Innenstadt) von den Aufständischen einnahmen.
Die größte bekannte Gruppe der Robinsons bestand aus etwa 37 Personen unter der Leitung von Roman Fiszer und den Ärzten Dr. Beer und Prof. Henryk Beck. Beck war während des Aufstands Leiter eines provisorischen Aufständischenkrankenhauses. Als klar wurde, dass der Aufstand scheitern würde, bauten er und Kapitän Władysław Kowalski, ein Soldat der Polnischen Heimatarmee, der ebenfalls beschloss zu bleiben, zwei benachbarte Keller in ein gut ausgestattetes und versorgtes Versteck um. Die Gruppe hortete Wasser, Kaffee, Medikamente, Brennstoff und verschiedene Lebensmittel. Darüber hinaus besaß Beck einen Satz Aquarelle, Buntstifte, Tinte und Papier, mit denen er das Leben im Bunker illustrierte. Da einige der Mitglieder im Aufstand gekämpft hatten, besaß die Gruppe auch einen kleinen Waffenvorrat, was für Robinsons ungewöhnlich war. Ein Hund, Bunkierek („Bunkerwelpe“), blieb ebenfalls bei ihnen und bellte den Memoiren zufolge nicht und machte auch keinen Lärm.
Als das Wasser ausging, entwickelte die Beck/Fiszer-Gruppe eine Routine, bei der einige aus der Gruppe daran arbeiteten, einen Brunnen zu graben, während andere nach herannahenden Deutschen Ausschau hielten und wieder andere sich aus dem Bunker wagten, um nach nützlichen Gegenständen zu suchen. Die Gruppe grub sich schließlich ihren Weg zu zwei Wasserkanälen und baute einen Brunnen. Am 17. November kam die Gruppe bei einem Ausflug aus dem Bunker mit einer kleinen Partisaneneinheit in Kontakt, die sich ebenfalls versteckt hielt und von einem russischen Kriegsgefangenen angeführt wurde, der während des Aufstands befreit worden war. Anschließend schlossen sich mehrere Mitglieder der Gruppe den Partisanen bei kleineren Angriffen auf deutsche Truppen an. Die Gruppe überlebte bis zum Einmarsch der Roten Armee Mitte Januar.

## Lebensbedingungen
Anfangs unterschieden sich die Lebensbedingungen der Robinsons, je nachdem, ob sie Zeit zur Vorbereitung gehabt hatten oder nicht. Zwischen der Unterzeichnung der Kapitulation und der Frist für die Zivilisten, die Stadt zu verlassen, lagen etwa drei Tage, in denen diejenigen, die sich entschieden, zu bleiben, Nahrung und Wasser horten und ihre Verstecke tarnen konnten. Mit der Zeit gingen die Vorräte zur Neige und viele Robinsons mussten aus Sicherheitsgründen ihren Standort wechseln. Die Situation wurde bald für alle, die blieben, gleichermaßen verzweifelt.
Besonders schwer war es, Wasser und Nahrung in der zerstörten Stadt zu finden. Durst und die Suche nach Wasser werden in den meisten Memoiren der Robinsons erwähnt. Die gängigsten Wasserquellen waren ursprünglich Toilettenspülkästen, Boiler und stehendes Wasser in Badewannen. Als diese ausgingen, waren die Versteckten gezwungen, das Risiko einzugehen, sich Zugang zu Brunnen zu erschleichen, die oft von deutschen Soldaten bewacht wurden. Einige Memoiren beschreiben lange Zeiträume, in denen sie einen bestimmten Brunnen beobachteten und auf eine Gelegenheit für einen schnellen Schluck warteten. Eine andere Methode bestand darin, verschmutztes Abwasser aus den Kanälen zu entnehmen und es dann durch in Lappen gewickelte Kohlen zu filtern. Im Allgemeinen zeigen Aufzeichnungen, dass die knappen Wasservorräte gerecht unter den Versteckten als Gruppe aufgeteilt wurden. In mindestens einem Fall konnte eine Person dem Durst nicht standhalten und trank den Wasservorrat der gesamten Gruppe. Daraufhin wurde Jakub Wiśnia, ein ehemaliger Häftling aus Gęsiówka und nach der Befreiung Soldat der Polnischen Heimatarmee, von seinen Gruppenkameraden vor ein Kriegsgericht gestellt und zum Tode verurteilt. Die Hinrichtung sollte bis nach der Befreiung verschoben werden, doch als dies geschah, waren die Robinsons so überglücklich, dass ihnen das Verbrechen vergeben wurde und das Urteil nie wieder erwähnt wurde.
Es gab zahlreiche Todesfälle durch das Trinken von vergiftetem oder verschmutztem Wasser (in den Ruinen befanden sich noch immer viele unbegrabene, verwesende Leichen). In einem Fall waren verzweifelte Robinsons dazu getrieben, ihren eigenen Urin zu trinken und starben anschließend.
Der Wintereinbruch verbesserte die Wassersituation für einige, die Zugang zu Eiszapfen hatten, aber die Kälte verschlechterte die Lebensbedingungen. Es war für die Versteckten unmöglich, Feuer zu machen, um sich zu wärmen, da der Rauch den Deutschen ihren Standort verraten konnte. Infolgedessen starben viele an der Kälte. Bei jedem Schritt mussten die Flüchtlingen auf ihre Spuren, ihre Geräusche und ihre Gerüche (z. B. Rauch aus der Feuerstelle) achten, um die Deutschen nicht auf ihr Versteck aufmerksam zu machen. Aus diesem Grund verließen die „Robinsons“ ihren Unterschlupf nur dann, wenn es wirklich notwendig war. Einige der Flüchtlinge wurden mehr oder weniger schwer verletzt. Dazu kamen auch psychologische Probleme, die sich aufgrund der Gefangenschaft und Einsamkeit einstellten, oder die sich wegen des ständigen Zusammenseins in derselben kleinen Gruppe von Menschen bildeten. Einer der Versteckten erinnerte sich an dieser Zeit:
„Im Winter haben wir den Raum mit einem Eisenofen beheizt. Wir hatten genug Brennstoff, aber die Deutschen konnten den Rauch bemerken, deswegen war es möglich, nur nachtsüber zu heizen. Während des Tages haben wir gewöhnlich geschlafen. Wenn es dunkel war, begann das Leben bei uns.“
Anders als der Robinson Crusoe des Romans, der sich nach menschlichem Kontakt sehnte, versuchten die meisten Warschauer Crusoes diesen um jeden Preis zu vermeiden. Dieser Widerspruch wurde sowohl den Robinsons als auch jenen, die nach dem Krieg über sie schrieben, bemerkt. Von den Deutschen entdeckt zu werden, bedeutete in fast allen Fällen den sofortigen Tod. Es gab jedoch einige Ausnahmen, die bekannteste ist Szpilmans Begegnung mit Wilm Hosenfeld, einem Hauptmann der Wehrmacht, der half, ihn zu verstecken und zu verpflegen. In einigen Fällen wurden die Gefangenen zunächst gezwungen, den Deutschen beim Plündern der Ruinen der Stadt zu helfen, bevor sie entweder hingerichtet oder in das Lager Pruszków deportiert wurden.
Einige Robinsons versuchten tatsächlich, aktiv Rache an den Besatzungstruppen zu nehmen. Der berühmteste von ihnen, der zu einer lokalen Legende wurde, war eine Person, die nur als „Ares“ (nach dem griechischen Kriegsgott) bekannt war und von Gluth-Nowowiejski auf Grundlage von Interviews beschrieben wurde, die er mit den Robinsons geführt hatte. Ares, der im Bezirk Śródmieście aktiv war, inszenierte zahlreiche Hinterhalte auf deutsche Soldaten, in mindestens einem Fall mit einem improvisierten Sprengsatz. Laut Gluth-Nowowiejskis Quellen hinterließ er Graffiti mit seinem Namen sowie Slogans wie „Hitler kaputt“. Andere Nachrichten enthielten Mitteilungen an die deutschen Soldaten. In einem Fall hinterließ er die Leiche eines Soldaten, den er getötet hatte, mit der Notiz: „Das erwartet euch alle in Warschau“. In einem anderen Fall schrieb er: „Ares ist ein Geist, egal – eure Suche nach ihm ist sinnlos“. Schließlich fand Ares sein Ende, als die Deutschen vergiftetes Essen für ihn zurückließen. Bald entdeckten sie in den Ruinen einen Mann, der offensichtlich krank war, weil er es gegessen hatte. Er schoss auf sie, bevor er sich das Leben nahm. Einigen Quellen zufolge nahmen andere Personen den Kampf von Ares auf, verwendeten jedoch die Namen anderer griechischer Götter als ihre Signatur.
In einigen der zerstörten Vororte wurde ein begrenztes Postsystem zwischen verschiedenen Robinson-Gruppen eingerichtet. Dawid Landau hatte als Leibwächter des Kuriers der polnischen Exilregierung, Jan Karski, gedient, während Karski 1943 heimlich ins Ghetto eindrang, um Informationen für einen Bericht über die Ausrottung der polnischen Juden durch Nazi-Deutschland zu sammeln. Später kämpfte Landau als Teil der Żydowski Związek Wojskowy (Jüdische Militärunion, ŻZW) in beiden Warschauer Aufständen und beschloss danach, in den Ruinen zu bleiben. In seinen Memoiren berichtet er, dass der Postdienst mithilfe leerer Steckdosenkästen funktionierte. Verschiedene Gruppen hinterließen Nachrichten für andere, in denen sie informierten, wer am Leben war und wer sich versteckte, welche Neuigkeiten von der Front eingetroffen waren, sowie Bitten um besondere Formen der Unterstützung. Laut Landau waren die häufigsten Bitten die nach Ärzten oder anderer Formen medizinischer Hilfe.
Die Deutschen betrachteten die Versteckten jedoch als echte Bedrohung in ihrem Rücken und behandelten sie als „bolschewistische Agenten“. Am 18. Oktober 1944 erteilte General Smilo von Lüttwitz, Kommandeur der 9. deutschen Armee im Warschauer Distrikt, einen Befehl an die ihm unterstellten Einheiten: „In den Ruinen von Warschau gibt es noch heimtückische Polen, die den Rücken der deutschen Armee bedrohen könnten. Die Elemente, die sich in den Ruinen und Kellern der Häuser verstecken, sind eine ständige Gefahr für den Rücken der Kampfeinheiten.“ Drei Polizeiregimenter – 34, 17 und 23 – erhielten den Auftrag, eine große Razzia durchzuführen, die zum Zweck hatte, die Stadt vollständig „zu säubern“. Die Situation am 15. November 1944 war eine Ausnahme, als die infolge einer großen Razzia gefangen genommenen Flüchtlinge ins Lager in Pruszków gebracht wurden.
Die Schicksale der „Robinsons“ gestalteten sich unterschiedlich. Einige Personen informierten die anderen außerhalb der Stadt über ihren Standort und konnten dann mit Hilfe der Polen, die bei den Deutschen beim Abtransport von wertvollen Gegenständen und Material aus der Stadt arbeiteten oder dank der Hilfe der Mitarbeiter des Hauptrates der Wohlfahrt und des Polnischen Roten Kreuzes aus der Stadt entkommen. Andere wurden von den Deutschen gefunden und ermordet. Ein Teil der „Robinsons“ versteckte sich bis zur Befreiung Warschaus durch die Truppen der Roten Armee und der Polnischen Volksarmee im Januar 1945.
Der berühmteste der „Warschauer Robinsons“ war Władysław Szpilman. Für einige Wochen versteckten sich in den Ruinen der Stadt auch Marek Edelman und der Publizist und Chronist des Warschauer Aufstandes, Wacław Gluth-Nowowiejski.

## Flucht
Einige derjenigen, die nach dem Aufstand zunächst in den Ruinen der Stadt geblieben waren, unternahmen später Versuche, diese zu verlassen. Dies traf insbesondere auf Robinsons zu, die nicht aus eigenem Antrieb, sondern aufgrund ungünstiger Umstände geblieben waren.

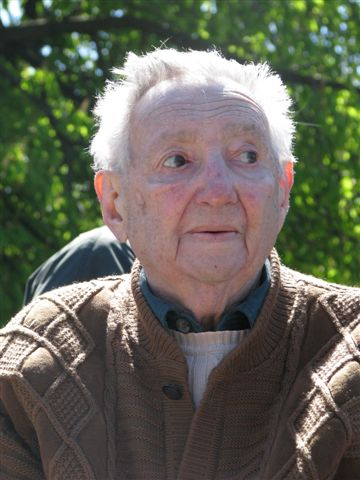
Marek Edelman (im Jahr 2009), einer der Kämpfer des Ghettos ŻOB, die zunächst in den Ruinen blieben, dann aber Mitte November 1944 mit Hilfe der polnischen Heimatarmee aus der Stadt flohen.

Der bekannteste Fall eines Auszugs nach einem Aufstand betraf eine Gruppe von Kämpfern der Jüdischen Kampforganisation unter Führung von Icchak Cukierman und Marek Edelman, die sowohl am Ghettoaufstand als auch am Warschauer Aufstand teilgenommen hatten. Ursprünglich blieben die ehemaligen Ghettokämpfer in einer großen Gruppe zusammen, aber in der zweiten Oktoberwoche zogen einige von ihnen an einen anderen Ort. Die Verbliebenen blieben bis Mitte November an derselben Stelle in der Promyka-Straße, als sie von Ala Margolis kontaktiert wurden, einem Kurier der Heimatarmee, dem es zuvor gelungen war, die Stadt zu verlassen. Margolis und eine fünfköpfige „Rettungsstaffel“ kehrten zurück, um den Rest der Gruppe herauszuholen. Die Deutschen hatten mit einer systematischen Suche und Zerstörung der zerstörten Häuser in der Nähe des Verstecks begonnen, sodass die Zeit knapp wurde. Als Krankenschwestern und Ärzte verkleidet und mit Kleidung und Rot-Kreuz -Ausweisen von Dr. Lesław Węgrzynowski, dem Leiter der Sanitäreinheit der Polnischen Heimatarmee, ausgestattet, verließen die Rettungsstaffel und die sieben Versteckten die Stadt durch zwei deutsche Kontrollpunkte. Die Gruppe bestand aus fünf Männern und zwei Frauen: Edelman, Cukierman, Cywia Lubetkin (später Cukiermans Frau), Tosia Goliborska, Julek Fiszgrund, Tuwia Borzykowski und Zygmunt Warman. Der erste Kontrollpunkt wurde während des Abendessens passiert, und die Deutschen machten sich nicht die Mühe, die Gruppe zu untersuchen. Am zweiten jedoch bemerkte ein SS-Offizier, dass Warman, der auf einer Bahre lag, Springerstiefel trug. Er schrie: „Das sind polnische Banditen!“, aber einer der als Krankenschwester verkleideten Begleiter erklärte schnell, dass die Patienten auf der Bahre an Typhus erkrankt seien. Die SS-Soldaten zogen sich zurück, und die Gruppe setzte ihren Weg fort.
In vielen Fällen ergab sich die Gelegenheit, Warschau zu verlassen, durch Zufall. So wurde beispielsweise der versteckte Tagebuchschreiber Wacław Gluth-Nowowiejski herausgeholt, nachdem er zufällig von einer Frau (Name unbekannt) gefunden wurde, die von den Deutschen die Erlaubnis erhalten hatte, einen Teil ihres Eigentums aus den Ruinen zu entfernen. Auf dem Weg aus der Stadt musste die Gruppe ebenfalls deutsche Kontrollpunkte passieren und stieß auf ähnliche Schwierigkeiten wie die ŻOB-Kämpfer. Ein Wehrmachtssoldat beschuldigte den verwundeten und kranken Gluth-Nowowiejski, ein „Bandit“ zu sein, ließ ihn jedoch nach Protesten seiner Eskorte passieren.

## Der Film
Auf der Basis der Memoiren von Władysław Szpilman entstand ein Drehbuch von Czesław Miłosz und Jerzy Andrzejewski, das den Titel Robinson von Warschau trug. Der Film, der schließlich gedreht wurde, Miasto Nieujarzmione (deutsch: Unbesiegte Stadt), wurde von den kommunistischen Behörden stark zensiert und sein ursprüngliches Thema wurde so stark verändert, dass Miłosz darum bat, seinen Namen aus dem Abspann des Films zu entfernen. Die Erfahrungen mit dem Film trugen zu Miłosz’ Desillusionierung gegenüber dem Kino als künstlerischem Medium bei. 

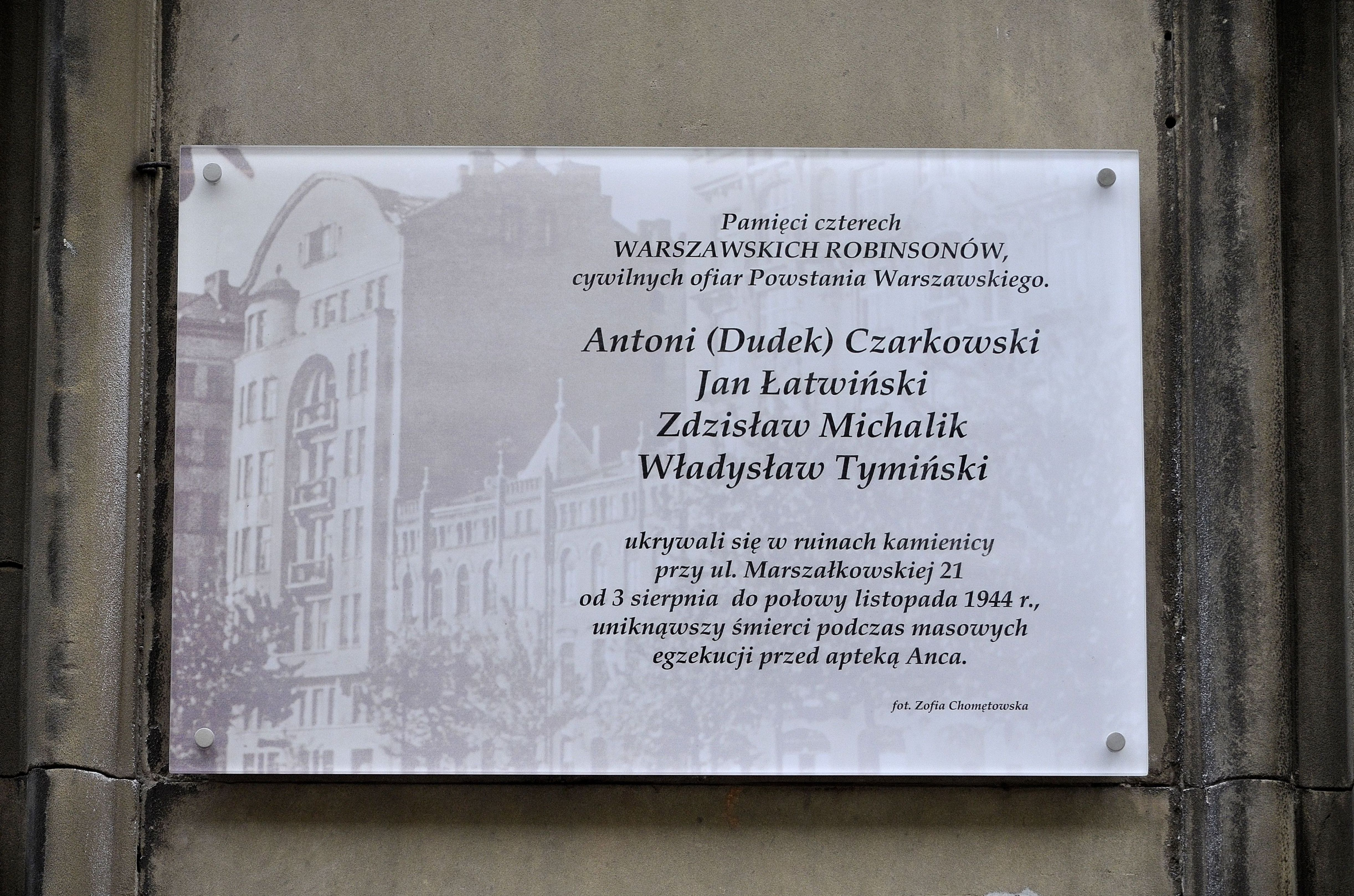
Die Gedenktafel an die vier „Warschauer Robinsons“, die 2015 an der Marszałkowska-Straße 21/25 enthüllt wurde.

## Erinnerung
Am 2. Oktober 2015 wurde an der Wand des Gebäudes in der Marszałkowska-Straße 21/25 eine Gedenktafel zur Erinnerung an die vier Warschauer Robinsons enthüllt: Antoni (Dudek) Czarkowski, Jan Łatwiński, Zdzisław Michalik und Władysław Tymiński, die sich in die Ruinen des Mietshauses an der Ecke der Marszałkowska-Straße und Oleandrów-Straße versteckten.